# Subsidiaritate
Principiul subsidiarității este un principiu care s-a afirmat treptat în diferite domenii ale societății ca artă modernă și contemporană, în care această expresie are diferite valori semantice în funcție de zona în care este utilizat. 
În mod general,  principiul subsidiarității poate fi definit ca principiu regulator, deci, dacă un individ inferior este capabil să efectueze o sarcină bine, individul superior  nu ar trebui să intervină, dar poate eventual  sprijini acțiunile lui.
Zonele cele mai tipice în care există subsidiaritatea sunt știința politică și  ordinea de drept , astfel încât același principiu poate fi luat ca un adevărat principiu legal.
- Principiul subsidiarității se caracterizează, în conformitate cu cei care îl sprijină, prin implicații de natură pozitivă ori de tip negativ. Din punct de vedere pozitiv, de fapt, se afirmă că statul (și alte organe publice) ar trebui să ofere sprijin financiar,  instituțional și legislativ  organelor sociale minore (biserică, familie, asociații). Implicațiile de natură negativă, însă, împing statul să se auto-abțină de la actiuni in anumite sectoare, pentru a nu  împiedica pe cel ce ar putea face un anumit lucru mai bine decât statul in sine (se presupune, de fapt, că libere adunări de oameni cunosc anumite realități periferice mai bine decât administratorii publici de cel mai înalt nivel). În acest fel s-ar favoriza lupta cu  ineficiența, risipa, welfarismul și centralismul birocratic excesiv.

- Aplicarea subsidiarității în regimurile federale.

Conform Dicționarului explicativ al limbii române  (ediția 2016), termenul subsidiaritate are semnificația „Caracterul a ceea ce este subsidiar”.  În acest context se impune a defini termenul subsidiar. După același Dicționar, subsidiar înseamnă ceea ce se adaugă ca element secundar, la  argumentele pentru susținerea unui raționament, a unei teorii etc; complementar, auxiliar, secundar. Oxford English Dictionary definește subsidiaritatea ca fiind „principiul că o autoritate centrală ar avea o funcție subsidiară ce ar efectua numai acele sarcini care nu pot fi efectuate la nivelul local.”